# Waterlong
Waterlongen zijn twee boomvormig vertakte uitstulpingen van de endeldarm bij zeekomkommers, die zuurstof uit het zeewater opnemen. Ze zorgen ook voor de uitwisseling van mineralen en de uitscheiding van afvalstoffen.
De darm bezit zowel een dorsaal als een ventraal bloedvat. Het dorsale bloedvat vertakt naar vele bloedvaten die kunnen samentrekken en zo pompen als een hart. Ze vormen een plexus vanwaar het bloed zich in het ventrale bloedvat verzamelt. Rond de waterlongen zitten vele follikels (blaasjes) waar de bloedcellen zich verzamelen.
De waterlongen van zeekomkommers worden vaak 'bewoond' door parelvisjes, die aangetrokken worden door een stof die de zeekomkommer uitscheidt. Deze visjes schuilen overdag in de waterlongen en gaan 's nachts op zoek naar voedsel.